# Борис Симеонов
Борис Симеонов Димитров е български езиковед, професор, специалист в областта на романската филология, ономастиката и прабългаристиката.
Публикувал е повече от 250 труда в тези области. Автор и на теорията за тотемния произход на народностното име българи. В ръководените от него студентски кръжоци и топонимични експедиции са направили първите си стъпки много специалисти, работещи в различни филологически факултети и езиковедски институти.

## Биография
Роден е на 29 септември 1925 г. в село Мургаш, община Годеч, Софийска област. През 1944 г. завършва с отличен успех класическата паралелка на III софийска мъжка гимназия, а през 1950 г. се дипломира в Софийския държавен университет по специалност „Класическа филология“.
През 1952 г. започва работа като асистент в катедрата по общо езикознание на Софийския университет. Става доцент през 1966 г. с труда Топонимията на Годечко и Етимологичен речник на местните имена от Годечко. С монографията Прабългарска ономастика е избран за професор през 1983 г. Избиран е за два последователни мандата като декан на факултета по хуманитарни науки на Шуменския университет.
Умира на 23 октомври 1996 г.

## Научно наследство
В памет на проф. Борис Симеонов е основан лингвистичен клуб в Пловдивския университет „Паисий Хилендарски“.
Мнозинството от езиковедите, изучаващи научното наследство, оставено от проф. Борис Симеонов, са на мнение, че той е сред българските учени, допринесли сериозно за развитието на прабългаристиката и лингвистиката.